# Öja landskommun, Södermanland
Öja landskommun var en tidigare kommun i Södermanlands län.

## Administrativ historik
Den inrättades i Öja socken i Västerrekarne härad när 1862 års kommunalförordningar trädde i kraft 1863. Den upphörde vid kommunreformen 1952, då den gick upp i Västra Rekarne landskommun. Sedan 1971 tillhör området Eskilstuna kommun.

## Politik

### Mandatfördelning i valen 1942-1946
| 7 | 8 |

| 14 |

| 5 | 7 | 3 |

| 12 | 3 |